# Born Again (álbum de The Notorious B.I.G.)
Born Again é um álbum póstumo do falecido rapper americano The Notorious B.I.G., que foi lançado em 7 de dezembro de 1999. Ao contrário do primeiro álbum lançado após a sua morte (Life After Death em 1997), este álbum foi criado com nenhuma intervenção de B.I.G. É composto principalmente de material inacabado e versos inéditos gravados principalmente durante época do disco Ready to Die (1993-1994), com nova produção e rappers convidados. O álbum estreou em primeiro lugar na parada musical Billboard 200 com 485 mil cópias vendidas na primeira semana, e mais tarde certificado com tripla platina por três milhões de cópias. Junto com a habitual lista de convidados como P. Diddy, Lil' Kim e Junior M.A.F.I.A., o álbum também contou com a participação de Nas, Ice Cube, Eminem, Busta Rhymes, Mobb Deep, Missy Elliott, Method Man, Redman, Beanie Sigel, Too Short, Snoop Dogg e Hot Boys. Antes de sua morte, o rapper tinha a intenção de lançar o terceiro álbum como uma coleção de três discos. No entanto, não havia material suficiente para terminar de montar um projeto tão grande. Este é o último álbum que contem material original. No entanto, em 2005, um álbum de remixes foi lançado chamados Duets: The Final Chapter.

## Alinhamento de faixas
1. "Born Again" (Intro) - 1:28
2. "Notorious B.I.G." (com Puff Daddy e Lil' Kim) - 3:11
3. "Dead Wrong" (com Eminem) - 4:57
4. "Hope You Niggas Sleep" (com Hot Boys e Big Tymers) - 4:10
5. "Dangerous MC's" (com Mark Curry, Snoop Dogg e Busta Rhymes) - 5:15
6. "Biggie" (com Junior M.A.F.I.A.) - 5:22
7. "Niggas" - 3:48
8. "Big Booty Hoes" (com Too Short) - 3:27
9. "Would You Die for Me?" (com Lil’ Kim e Puff Daddy) 3:36
10. "Come On" (com Sadat X) - 4:37
11. "Rap Phenomenon" (com Method Man e Redman) - 4:02
12. "Let Me Get Down" (com Craig Mack, G-Dep e Missy Elliott) - 4:33
13. "Tonight" (com Mobb Deep e Joe Hooker) - 6:08
14. "If I Should Die Before I Wake" (com Black Rob, Beanie Sigel e Ice Cube) - 4:51
15. "Who Shot Ya?" - 3:48
16. "Can I Get Witcha" (com Lil' Cease) - 3:43
17. "I Really Want to Show You" (com Nas e K-Ci & JoJo) - 5:09
18. "Ms. Wallace" (Outro) - 3:18

## Desempenho nas paradas musicais
| Parada musical (1999)                   | Melhor posição |
| --------------------------------------- | -------------- |
| Alemanha (Offizielle Deutsche Charts)   | 47             |
| Canadá (Canadian Albums Chart)          | 14             |
| Estados Unidos (Billboard 200)          | 1              |
| Estados Unidos (Top R&B/Hip Hop Albums) | 1              |
| Países Baixos (Dutch Charts)            | 82             |
| Reino Unido (UK Albums Chart)           | 70             |